# Grønlands Flora
Grønlands Flora er en bog (en flora) om den grønlandske flora, som udkom senest i 1978. Floraen blev illustreret af Ingeborg Frederiksen. Floraen udkom første gang i 1957, og den 2. reviderede udgave udkom i 1966. I 1968 udkom også en engelsk udgave af floraen.